# Montsevelier
Montsevelier (antiguamente en alemán Mutzwiler) es una localidad y antigua comuna suiza del cantón del Jura, situada en el distrito de Delémont. Desde el 1 de enero de 2013 hace parte de la comuna de Val Terbi.

## Historia
La primera mención escrita de Montsevelier data de 1136 cuando aparece en un documento con el nombre de Muzivilir. La comuna mantuvo su autonomía hasta el 31 de diciembre de 2012. El 1 de enero de 2013 pasó a ser una localidad de la comuna de Val Terbi, tras la fusión de las antiguas comunas de Montsevelier, Vermes y Vicques.

## Geografía
La antigua comuna limitaba al norte con las comunas de Bärschwil (SO) y Grindel (SO), al este con Erschwil (SO) y Beinwil (SO), al sur con Mervelier, y al oeste con Corban.

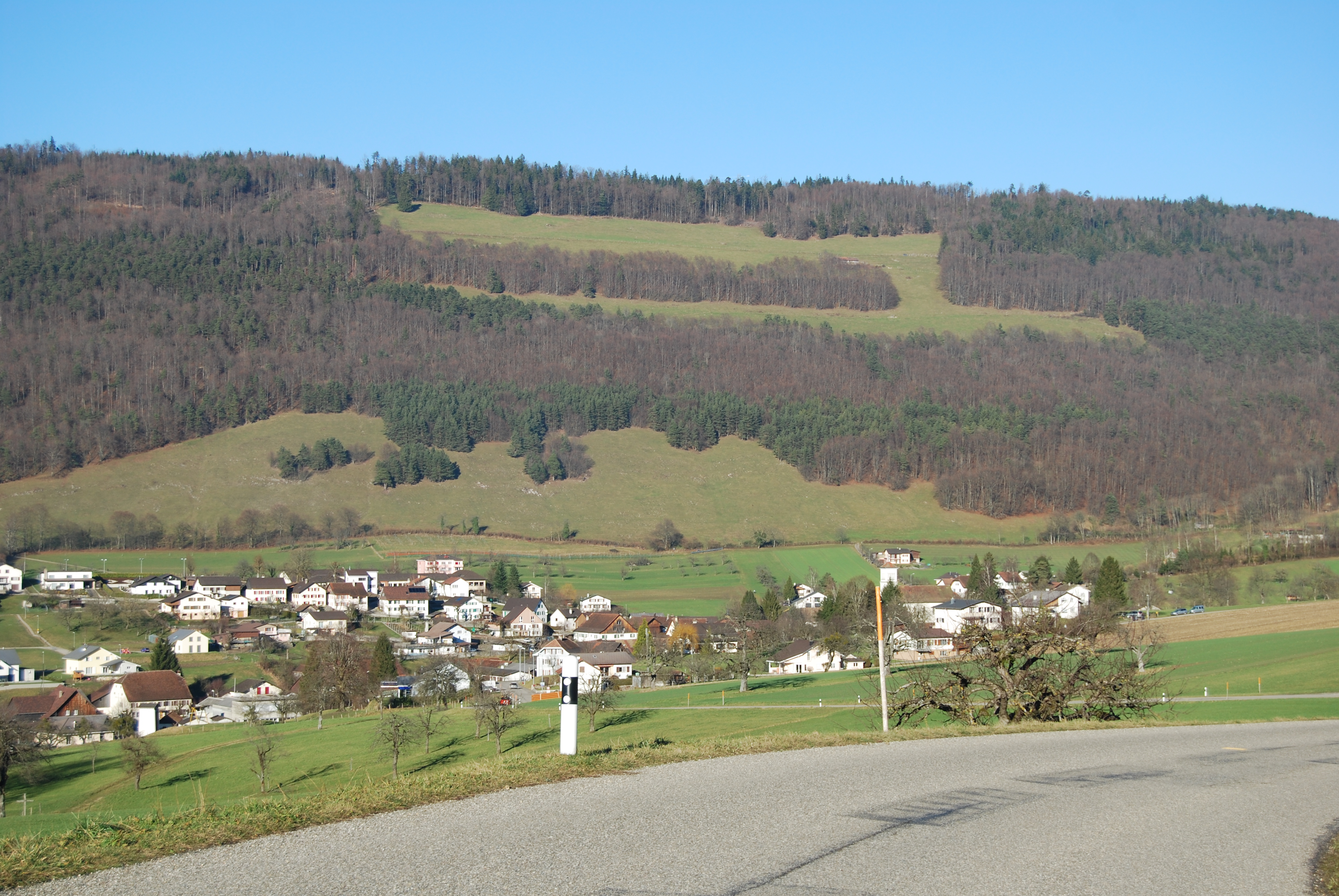
Montsevelier